# I ty możesz zostać bohaterem
I ty możesz zostać bohaterem (ang. Everyone’s Hero, 2006) – kanadyjsko-amerykański film animowany. Yankee Irving, nastoletni fan baseballu, wyrusza w poszukiwanie zaginionego kija Babe’a Rutha – gwiazdy New York Yankees. Pomysł filmu został oparty na opowiadaniu Howarda Jonasa, natomiast jego realizacji podjął się Christopher Reeve.

## Obsada
- William H. Macy – Lefty Maginnis (Lewus)
- Brian Dennehy – Babe Ruth
- Raven – Marti Brewster
- Rob Reiner – Screwie (Szybki)
- Jake T. Austin – Little Irving (Mały)
- Forest Whitaker – Lonnie Brewster
- Whoopi Goldberg – Darlin’ (Lala)
- Robin Williams – Napoleon Cross
- Robert Wagner – Pan Robinson

## Wersja polska
Wersja polska: Sun Studio Polska

Reżyseria: Marek Robaczewski

Dialogi polskie: Tomasz Robaczewski

Dźwięk i montaż: Ilona Czech-Kłoczewska

W wersji polskiej wystąpili:
- Małgorzata Kożuchowska – Mały Erving
- Agnieszka Dygant – Lala
- Krzysztof Tyniec – Szybki
- Mirosław Zbrojewicz – Babe Ruth
- Monika Pikuła – Marti
- Zbigniew Konopka – Napoleon Cross
- Grzegorz Pawlak – Lewus Maginnis
- Artur Kaczmarski – Stanley
- Joanna Jeżewska – Emily
- Jan Kulczycki – Pan Robinson
- Waldemar Barwiński – Lonnie Brewster
- Wojciech Paszkowski – Złodziej skarbu
- Krzysztof Pietrzak
- Robert Tondera
- Cezary Kwieciński – sędzia
- Janusz Wituch
- Paweł Szczesny
- Wojciech Machnicki
- Marek Robaczewski
- Andrzej Chudy
- Grzegorz Drojewski
- Anna Apostolakis-Gluzińska